# Tiefenbach (Crailsheim)
Tiefenbach ist ein Stadtteil von Crailsheim im Landkreis Schwäbisch Hall im Nordosten des Bundeslandes Baden-Württemberg. Er bildete bis zu seiner Eingemeindung am 1. Januar 1971 eine eigene Gemeinde.

## Geographie

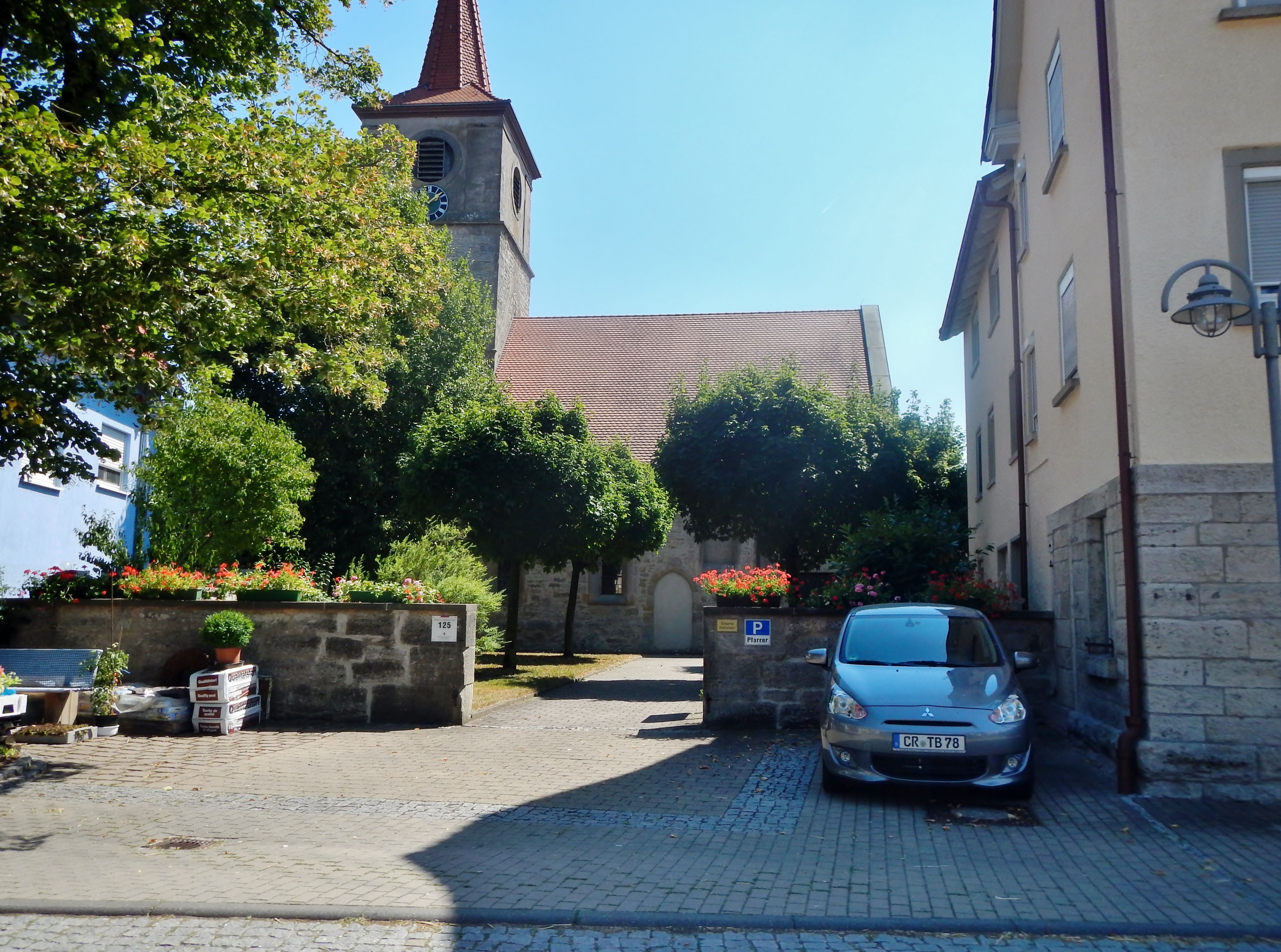
Kirche in Tiefenbach

Der Stadtteil Tiefenbach liegt im Norden des Unternaturraums Crailsheimer Bucht der Hohenloher und Haller Ebene nordwestlich der Crailsheimer Kernstadt und linksseits des tief eingeschnittenen und windungsreichen Muschelkalktals der Jagst auf der Hochebene. Neben dem Hauptort Tiefenbach selbst umfasst er die Weiler Rüddern im Westen und Wollmershausen im Nordwesten sowie den Wohnplatz Weidenhäuser Mühle, einen Mühlplatz im Osten an der Jagst. Tiefenbach selbst wird vom Schmiedebach durchzogen, der auf seinem folgenden Restlauf zur Jagst in tiefem Kerbtal läuft. Weniger als einen Kilometer südöstlich des Ortskerns liegt auf der Gemarkung am linken Jagsttalhang der Burgstall Eulenburg.
Der weit überwiegende Teil der Gemarkung liegt in offener Flur. Der Wald beschränkt sich auf wenige Inseln, den linken Jagsttalhang und einen kleinen Anteil am Reußenberg ganz im Westen.

## Politik
Der Stadtteil Tiefenbach bildet eine Ortschaft nach § 68 der baden-württembergischen Gemeindeordnung. Der Ortschaftsrat besteht aus sechs Sitzen. Der Ortsvorsteher ist (Stand 2019) Friedrich Lober.
Tiefenbach ist zudem bei Gemeinderatswahlen ein Wohnbezirk, es entsendet im Rahmen der unechten Teilortswahl zwei Mitglieder in den Crailsheimer Gemeinderat.

## Wirtschaft und Infrastruktur

### Verkehr
Von der Ortsmitte Tiefenbachs erreicht man über die Landesstraße 1041 in südöstlicher Richtung nach weniger als 4 km die Stadtmitte Crailsheims. Auf halbem Wege dorthin besteht über die Nord-West-Umgehung Crailsheims Anschluss an die Bundesstraße 290 und mit dieser südlich wiederum zur Stadtmitte, nördlich zur Autobahnanschlussstelle Satteldorf/Crailsheim der Bundesautobahn 6 (Entfernung insgesamt etwa 7 km). In Gegenrichtung führt dieselbe L 1041 auf einer 8 km langen, eher landschaftlich reizvollen als schnellen Route nach Nordwesten an Wollmershausen vorbei, durch Erkenbrechtshausen und das schon zu dieser Kleinstadt dahinter gehörige Lobenhausen nach Kirchberg an der Jagst. Die Kreisstraße 2641 verbindet den südwestlich gelegenen Stadtteil Rossfeld auf etwas über 2,5 km mit Tiefenbach und führt dann auf weiteren knapp 4 km weiter nach Westen über Rüddern nach Triensbach.

### Öffentliche Einrichtungen
Tiefenbach hat eine Freiwillige Feuerwehr, eine Grundschule (Reussenbergschule), eine Turn- und Festhalle sowie einen Kindergarten Pusteblume.

### Geocaching
Tiefenbach und Crailsheim sind bei vielen regionalen und überregionalen Geocachern für seine hohe Anzahl an Geocaches bekannt. Im Umkreis von 2 km vom Ortskern sind es über 20 Verstecke von verschiedenen Eigentümern. Ein großer Anteil der Tiefenbacher Bevölkerung ist selbst im Geocaching aktiv.

## Persönlichkeiten
- Wilhelm Bullinger (1875–1944), württembergischer Verwaltungsbeamter